# Sylvie Zerbib
Pour les articles homonymes, voir Zerbib.
 (août 2023).
Si vous disposez d'ouvrages ou d'articles de référence ou si vous connaissez des sites web de qualité traitant du thème abordé ici, merci de compléter l'article en donnant les références utiles à sa vérifiabilité et en les liant à la section « Notes et références ».
Sylvie Zerbib est une animatrice-journaliste française de radio et télévision, née le 28 avril 1983 à Marseille.

## Biographie
Sylvie Zerbib a commencé sa carrière en 2002 à la radio, à l'antenne de Radio JM où elle animait plusieurs émissions simultanément.
Elle est également voix off pour différentes radio dont NRJ.
Ont suivi différentes rencontres dont une musicale avec l'artiste Thierry de Cara avec qui elle fait un duo.
À la télévision, elle a fait quelques passages pour AB Groupe. Pendant plus d'un an, on a pu la retrouver sur la chaine de jeux du groupe TF1, JET, où elle a d'abord présenté Tirelire du matin puis les après-midi Le People Show qu'elle présentera jusqu'à la fin de la chaine.
Puis on la retrouvera en tant que chroniqueuse cinéma-litteraire sur CFI et TV5 Monde dans l'émission Culture et Compagnie.
En mars 2010, elle crée le blog foot Miss Phocéenne dans lequel elle se fait la porte parole de supporters marseillais au travers d'articles, interviews d'acteurs du foot, micro trottoir et autres.
En août 2010, elle rejoint ainsi OM TV où elle officie en tant que chroniqueuse dans les émissions Veille de match, Un jour à l'OM ou Le grand Zapping de la chaine OM TV.
En janvier 2011, elle anime l'émission À vous auditeurs du lundi au vendredi sur la radio United Radio. Dans cette émission, Sylvie répond aux auditeurs en direct pour leur dédicace, fait gagner des cadeaux et fait les interviews de nombreuses personnalités du monde de la musique, du foot, du théâtre… Toujours sur la même radio, elle présente depuis septembre tous les matins de 6 h à 9 h la matinale, une émission de 3 heures où elle réalise le journal de l'outremer, des interviews, la page sport, la météo, etc.
On la retrouve aussi parfois sur le phoceen.fr ainsi que sur la chaîne TV Sud Provence pour parler football, bien avant son arrivée sur la chaîne en tant que présentatrice ou voix off en mai 2015.
Depuis janvier 2014, Sylvie Zerbib présente plusieurs émissions sur la nouvelle chaine HB7 Cinéma.
En 2015, elle rejoint la chaîne locale TV Sud Provence dans laquelle elle présente C'est le moment, une quotidienne diffusée sur la chaîne à 19 h en semaine, ainsi que diverses autres émissions telles que Fou 2 foot ou Top Buzz. Elle y fait aussi la voix off de quelques émissions ou publicités diffusés sur la chaîne.